# Armin Meier
Armin Meier (Rickenbach, 3 novembre 1969) è un dirigente sportivo ed ex ciclista su strada svizzero.

## Biografia
È stato sposato con la sciatrice Karin Roten; in seguito ha avuto una relazione con la modella Anita Buri.

## Carriera
Coinvolto con la sua squadra nello scandalo Festina, che gli costò l'esclusione dal Tour de France del 1998, oltre che a sei mesi di squalifica per l'assunzione di EPO, in carriera ha vinto due campionati svizzeri, nel 1996 e nel 1999. Dopo il ritiro ha iniziato a lavorare in ambito dirigenziale, occupandosi del Giro di Svizzera, oltre che della gestione di atleti come Fabian Cancellara e Lara Gut; dal 2018 è il direttore della maratona di Zurigo.

## Palmarès

### Strada
- 1994 (Cicli Ghia-Villiger, una vittoria)

Stausee Rundfahrt
- 1996 (PMU Romand, tre vittorie)

Giro del Lago Maggiore
2ª tappa Tour de Suisse Orientale
Campionati svizzeri, Prova in linea Elite
- 1999 (Saeco-Cannondale, una vittoria)

Campionati svizzeri, Prova in linea Elite

#### Altri successi
- 1989 (Dilettanti)

Grand Prix de la Liberté
Hegiberg-Rundfahrt
- 1994 (Cicli Ghia-Villiger)

Tour du Canton de Genève
- 1995 (Cicli Ghia-Villiger)

Leimentalrundfahrt
Prologo Tour de Normandie
- 1997 (Batik-Del Monte)

Chur-Arosa

## Piazzamenti

### Grandi Giri
- Giro d'Italia

1997: ritirato (8ª tappa)
1998: 48º
- Tour de France

1998: squalificato (7ª tappa)
1999: 31º
2000: ritirato (10ª tappa)
- Vuelta a España

1999: non partito (2ª tappa)
2000: 104º

### Classiche monumento
- Milano-Sanremo

1997: 107º
- Liegi-Bastogne-Liegi

1997: 106º
2000: 54º
- Giro di Lombardia

2000: ritirato

### Competizioni mondiali
- Campionati del mondo

Utsunomiya 1990 - In linea Dilettanti: 19º
Palermo 1994 - In linea Dilettanti: 58º
Lugano 1996 - In linea Elite: 38º
San Sebastián 1997 - In linea Elite: 47º
- Giochi olimpici

Barcellona 1992 - In linea: 70º